# مطار تعز الدولي
مطار تعز الدولي (إياتا: TAI، إيكاو: OYTZ) هو مطار دولي يقع في محافظة تعز العاصمة الثقافية لليمن، يبعد عن وسط مدينة تعز حوالي 18 كم، ويخدم المطار 10 ملايين شخص في محافظات تعز وإب ولحج والضالع.

## التاريخ
يعد مطار تعز أول مطار في اليمن تأسس في 1950 وافتتح رسميا عام 1970، في 1985 انتهت الهيئة العامة للطيران المدني والأرصاد وشركة مطارات شارل ديجول الفرنسية من إعداد دراسات فنية لبناء مطار جديد.

## توسعة المطار
في 2006 وجه رئيس الجمهورية آنذاك علي عبد الله صالح بتوسعة مطار تعز وإنشاء مدرج جديد من اتجاه الشرق إلى الغرب لتمكين المطار من استقبال مختلف الطائرات في جميع الأوقات، وقُدّرت تكلفة التوسعة 12 مليون دولار أمريكي.
في 2010 بمناسبة العيد العشرين للوحدة اليمنية تم تدشين مشروع توسعة مطار تعز الدولي، بميزانية قدرها 34 مليون دولار أمريكي  منها 26 مليون دولار أمريكي قرض من الصندوق العربي للإنماء الاقتصادي والاجتماعي و 8 ملايين دولار أمريكي من الحكومة اليمنية لإنشاء مطار تعز الجديد على مساحة 4.656.600 م2، وتعويض ملاك الأراضي التي تقع أراضيهم داخل حدود المطار، على مرحلتين.

### المرحلة الأولى
تشمل المرحلة الأولى مشروع التوسعة إنشاء حقل الطيران ويتكون من مدرج الهبوط والإقلاع ومدرج موازٍ وبرج المراقبة الجوية ومحطة كهرباء ومحطة الإطفاء والإنقاذ ومبنى فني.

### المرحلة الثانية
تشمل المرحلة الثانية إنشاء مباني المطار ومرسى الطائرات ومرافق المطار وطرق الخدمات.

## خطوط وشركات الطيران
- الخطوط الجوية اليمنية (صنعاء، القاهرة، جدة، الرياض).
- طيران السعيدة (صنعاء، الدمام، جيبوتي).